# Охори, Рёносукэ
Рёносукэ Охори (яп. 大堀亮之介; род. 10 января 2001, Хиросима) — японский футболист, полузащитник клуба «Нефтчи».

## Карьера

### Начало карьеры
Заниматься футболом начал в юношеском возрасте в местной хиросимской академии. Позже футболист присоединился к академии японского клуба «Санфречче Хиросима». В феврале 2019 года футболист перешёл в португальский клуб «Портимоненсе», где стал вступать за молодёжную команду в возрастной категории до 23 лет. В августе 2020 года футболист перешёл в латвийский клуб «Даугавпилс». Дебютировал за клуб 30 августа 2020 года в матче против «Валмиеры», выйдя на замену на 71 минуте. Однако закрепиться в основной команде клуба у футболиста не вышло и по окончании сезона тот покинул клуб. В феврале 2021 года футболист стал игроком японского клуба «Хиросима», где футболист стал одним из ключевых игроков. В марте 2022 года футболист перешёл в южнокорейский клуб «Кённам», за который футболист провёл всего лишь 2 матча во всех турнирах.

### «Хиросима»
В феврале 2023 года футболист на правах свободного агента вернулся в японский клуб «Хиросима». Первый матч за клуб футболист сыграл 26 марта 2023 года против клуба НТН, выйдя на поле в стартовом составе и отличившись своим первым в сезоне забитым голом. В матче 28 мая 2023 года против клуба «Ваджра Окаяма» футболист отличился забитым дублем. В матче 3 сентября 2023 года против клуба «Йонаго Генки» футболист оформил покер. Также футболист в предпоследнем и последнем турах чемпионата против клубов «Хацукаити» и «Белуга Россо Ивами» соответственно отличился по забитом хет-трику. На протяжении всего сезона футболист был в клубе одним из ключевых игроков, отличившись 18 забитыми голами и 2 результативными передачами. По итогу сезона футболист вместе с клубом стал серебряным призёром чемпионата.

### «Трансинвест»
В феврале 2024 года футболист перешёл в литовский клуб «Трансинвест», подписав контракт до конца сезона. Сезон за клуб футболист начал 25 февраля 2024 года с поражения за Суперкубок Литвы, где в серии пенальти проиграли клубу «Паневежис», однако на поле так и не вышел. Дебютировал за клуб футболист 3 марта 2024 года в матче против клуба «Хегельманн», выйдя на поле в стартовом составе и отличившись своим дебютным забитым голом. В матче 30 июня 2024 года против клуба «ДФК Дайнава» футболист получил травму и был заменён на 58 минуте. Из-за того, что футболист был травмирован, тот выбыл на месяц, также пропустив квалификационные матчи Лиги конференций УЕФА, где литовский клуб уступил чешскому клубу «Млада-Болеслав». По итогу сезона футболист вместе с клубом завершил чемпионат на итоговом последнем месте. По окончании сезона футболист покинул клуб.

### «Нефтчи»
В январе 2025 года футболист на правах свободного агента присоединился к азербайджанскому клубу «Нефтчи», подписав контракт до конца сезона с опцией продления ещё на 2 года. Дебютировал за клуб футболист 19 января 2025 года в матче против клуба «Сабах», выйдя на замену на 85 минуте. Первым результативным действием за клуб футболист отличился 29 марта 2025 года в матче против клуба «Араз-Нахчыван», отдав голевую передачу. В полуфинальных матчах Кубка Азербайджана футболист вместе с клубом уступили «Сабаху». По итогу сезона футболист вместе с клубом завершил чемпионат на итоговом шестом месте в турнирной таблице. Начинал сезон футболист в бакинском клубе в роли одного из основных игроков, успев отличиться своей единственной голевой передачей, однако затем начиная с апреля 2025 года футболист выбыл из распоряжения основной команды, пару раз появившись на скамейке запасных.